# Порко Россо
«Порко Россо» (яп. 紅の豚, куренай-но бута, «багряний кнур», італ. Porco Rosso) — аніме 1992 року режисера Міядзакі Хаяо.

## Сюжет
Дія мультфільму відбувається в 1929 році на  Адріатиці. Головний герой, пілот Марко Паготт — учасник 1-ї світової війни. Після її закінчення Марко розчарувався в людях у житті до такого ступеня, що накликав на себе прокляття: частково перетворився на кнура.
Після приходу до влади фашистів в  Італії він став називати себе Порко Россо (від італ. Порко Россо — «Кнур Багряний») і почав працювати на державу: полювати на повітряних піратів, що грабували торгові судна та багаті яхти. Не в силах перемогти крилатого кнура, піратська банда «Мамайюто» найняла іншого аса — американського літуна Кертісса, щоб той воював з Порко і переміг його. І це Кертіссу вдалося: у найневідповіднішу мить на «Савої» у Порко відмовив двигун, і американець його збив. Порко вцілів, але його червоний літак отримав серйозні пошкодження. Для ремонту Порко звернувся до свого старого друга, авіамеханіка Пікколо. Тут же відбулося його знайомство з онукою механіка, Фіо. Фіо виявилася талановитою інженеркою-авіабудівницею, яка погодилася полагодити гідролітак для нового повітряного бою між Порко і Кертіссом.

## Цікаві факти
- Фільм був знятий на замовлення японської авіакомпанії «All Nippon» і спочатку готувався для показу в салонах авіалайнерів. Міядзакі взяв за основу свою манґу «Спогади про епоху гідропланів», в якій були присутні Порко, Кертісс і повітряні пірати, але не було спогадів про війну.
- Розповідь Марко про політ «за край» цілком запозичений з оповідання Роальда Даля[3].
- На початку фільму нам показують титри наступними мовами: японською, італійською, корейською, англійською, китайською, іспанською, арабською, російською, французькою та німецькою.
- Сліди Порко Россо іноді зустрічаються в інших мультфільмах студії Ghibli: у фільмі Кондо Есіфумі «Якщо прислухатись» фігурують настінні годинники з написом на циферблаті Порко Россо. У фільмі «Пом Поко», в сцені Параду Примар, є кадр, де на задньому плані пролітає Порко на знаменитій червоній «Савої». У телефільмі «Тут чути океан» Порко обідає в шкільній їдальні під час свята.
- На авіадвигуні, який показує головному героєві механік в майстерні Пікколо, присутній напис «GHIBLI» (назва студії-творця аніме, що походить від назви італійського розвідувального літака).
- У французькому дубляжі фільму роль Порко озвучив французький актор Жан Рено. У його фільмі «Леон» герой Рено вимовляє фразу «Свині кращі, ніж люди». Це данина поваги Міядзакі і ролі в «Порко Россо».

## Продовження
У 2011 році стало відомо, що студія Ghibli працює над продовженням фільму, під робочою назвою «Порко Россо 2. Останній виліт». Події сіквела мали відбуватись під час громадянської війни в Іспанії. Після того, як у 2013 році Міядзакі покинув роботу в студії, жодної інформації про долю «Останнього вильоту» не надходило.

## Нагороди
У 1993 році фільм отримав дві премії «Майніті» — за найкращий анімаційний фільм (Хаяо Міядзакі) і за найкращу музику (Хісайсі Дзьо).